# Emtram
A Empresa de Transporte Macaubense (Emtram) é uma empresa brasileira de ônibus rodoviários fundada no ano de 1965 no estado da Bahia. Apesar da empresa ter sido fundada na cidade de Macaúbas, no interior da Bahia, não existe nenhuma linha da Emtram que passe ou que tenha como destino essa cidade. Sua sede administrativa se encontra na capital Salvador e sua maior garagem localiza-se na cidade de Guarulhos, São Paulo.
Atualmente a empresa é uma das mais utilizadas pelos passageiros que fazem viagens rumo ao interior da Bahia e atende em diversos terminais rodoviários do país nas cidades de São Paulo, Rio de Janeiro, Brasília e Salvador; tendo como principais destinos as cidades baianas de Vitória da Conquista, Feira de Santana, Seabra, Barreiras, Irecê e Xique-Xique. A Emtram também atua no Tocantins (fazendo apenas linhas intermunicipais).

## História

Antigo Monobloco O355-5 da Emtram de 1975.

Fundada em 15 de julho de 1965, a Emtram iniciou suas atividades operando apenas dois ônibus com linhas que, inicialmente, ligavam o interior do estado da Bahia a capital paulista. Sua primeira linha, Xique-Xique–São Paulo, criada no mesmo ano de fundação da empresa, é até hoje operada pela Emtram. Ao longo dos anos, a empresa cresceu junto com a necessidade, cada vez maior, de mão-de-obra no sudeste e nas grandes capitais, assim como a necessidade de um transporte regular entre os municípios da Bahia.

Busscar Jum Buss 360 da Emtram com a pintura da década de 1980.

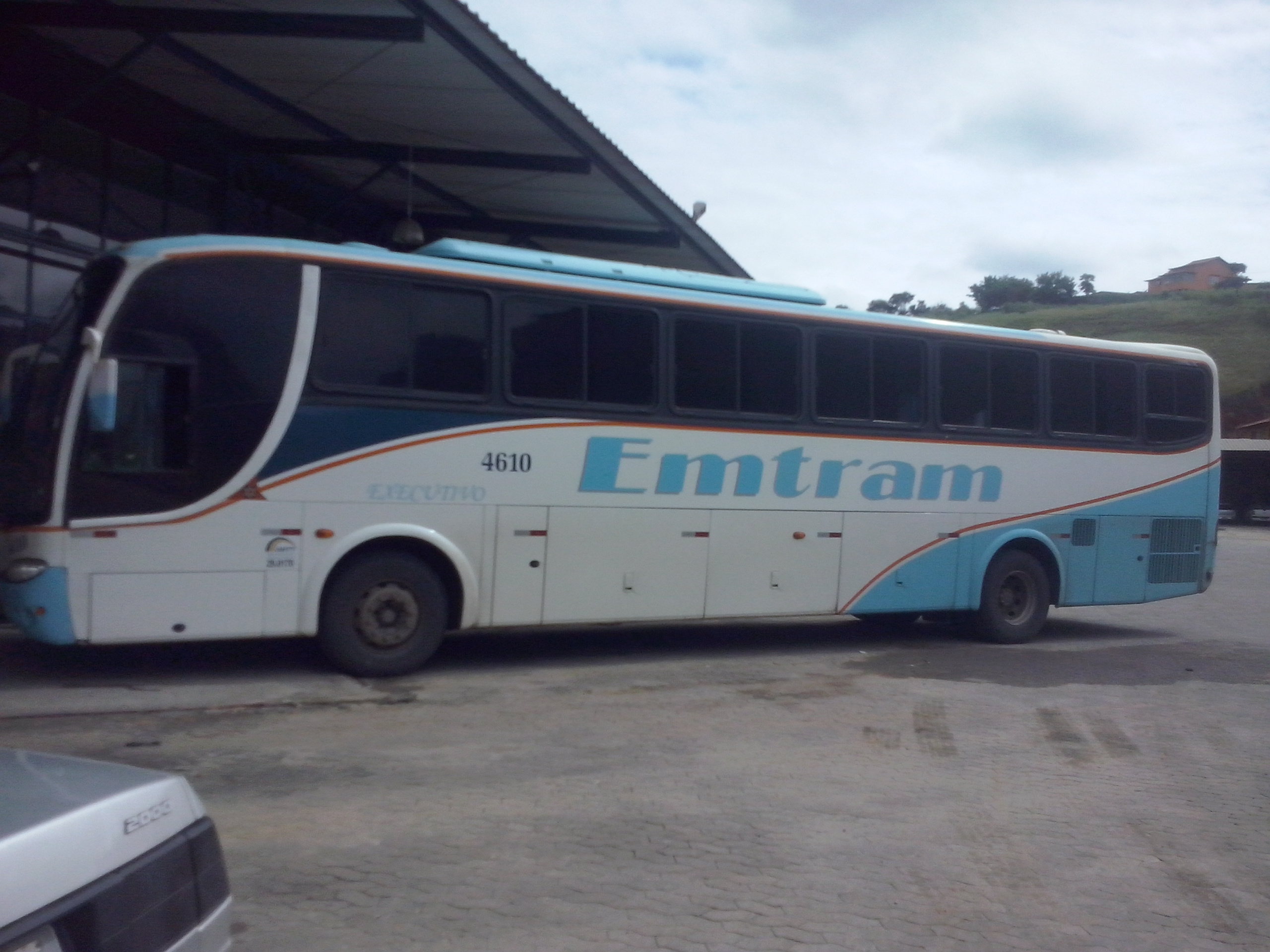
Ônibus da Emtram (já com a nova pintura) fazendo parada numa lanchonete da cidade de Paraíba do Sul, RJ

No ano de 1976, a Emtram passou a interligar também a cidade de Recife, em Pernambuco ao sudeste do país. Com isso, a empresa ganhou importantes mercados e passou a atuar nas principais capitais, principalmente em São Paulo (de onde sai e vai até hoje a maioria de suas linhas), Belo Horizonte e Salvador. Três anos depois, a empresa passou a atender também a cidade de Brasília, inicialmente com uma rota que ligava São Paulo a Bahia passando pela capital federal.

Monobloco Mercedes-Benz saindo do Terminal Rodoviário do Tietê em São Paulo com a pintura da década de 1990.

Contudo, a Emtram entra na década de 1980 perdendo a rota Recife–Belo Horizonte para outras concorrentes, voltando a dar prioridade ao estado da Bahia e ao sudeste. Ainda sim, essa perda se mostra compensatória na década de 1990, quando a viação se firma como uma das mais utilizadas pelos passageiros para viagens no interior da Bahia. Ainda na década de 1990, a companhia adota uma nova identidade visual em seus veículos, adotando uma pintura que utilizava as cores cinza, azul claro (para o nome Emtram) e branco como cor predominante nos ônibus. Mesmo com a pintura nova, a empresa nessa época sofre com constante reclamações de seus passageiros por conta da qualidade de seus ônibus, muitos deles ainda fabricados nos anos 1980 que, hora ou outra, sofriam diversos problemas mecânicos, atrasando constantemente as viagens.
Em 2000, a viação, já consolidada embora um tanto precária, compra seu primeiro lote de novos veículos de duas classes, inicialmente operando na linha Formosa–São Paulo, sendo pioneira nessa categoria de serviço na região.
No ano de 2005, a empresa sofre uma grande reestruturação investindo pesado em administração, tecnologia, gestão, consultorias especializadas e mudanças no grupo gerencial da empresa. A empresa, depois de muitas reclamações, finalmente renova sua frota, passando a adotar sistemas informatizados como base para a manutenção de seus veículos, reduzindo os até então frequentes problemas mecânicos em seus ônibus e melhorando a qualidade das viagens.
No ano de 2014, a Emtram, como parte de sua reestruturação, troca mais uma vez a sua pintura, agora adotando com mais notabilidade a cor azul claro e abolindo a cor cinza na parte inferior nos ônibus.
No dia 28 de julho de 2018 a Emtram pela primeira vez passou a realizar testes com um veículo Double Decker em suas linhas; o modelo a ser utilizado inicialmente é da Marcopolo modelo Paradiso G7 1800 DD encarroçado em um chassi O-500 RSDD Bluetec5 da Mercedes-Benz. O ônibus possui 57 lugares distribuídos em 48 poltronas de classe executiva em seu nível superior e 9 poltronas-leito no nível inferior.
Em outubro de 2019, a empresa adquiriu junto à Comil 8 veículos Campione Invictus DD de 15 metros sob chassi Scania K440IB com 68 lugares.